# Copa São Paulo de Futebol Júnior de 2012
A Copa São Paulo de Futebol Júnior de 2012 foi a 43ª edição da "copinha", a maior competição de futebol júnior do Brasil, disputada por clubes juniores de todo o país. Organizada pela Federação Paulista de Futebol (FPF), aconteceu entre 3 e 25 de janeiro, data do aniversário da cidade de São Paulo. Nessa edição, os 96 clubes participantes foram divididos em 24 chaves com 23 cidades sede (São José dos Campos foi sede de dois grupos).

## Regulamento
Será composta de seis fases: primeira fase, segunda fase, oitavas-de-final, quartas-de-final, semifinal e final. A competição reúne na sua primeira fase 96 times, que foram divididos em 24 grupos, nomeados com as letras do alfabeto (de A a X, portanto). Na primeira fase as equipes se enfrentam dentro dos respectivos grupos, em turno único, classificando-se para a segunda fase os líderes de cada chave e os oito melhores segundos colocados por índice técnico, independentemente do grupo a que pertençam.
Caso ocorra igualdade de pontos entre duas ou mais equipes, o desempate se dará de acordo com os seguintes critérios, nessa ordem:
1. Número de vitórias
2. Saldo de gols
3. Número de gols marcados
4. Menor número de cartões vermelhos
5. Menor número de cartões amarelos
6. Confronto direto (somente no empate entre dois times)
7. Sorteio

A partir da segunda fase, a competição será disputada no sistema de eliminatórias simples. Todos os confrontos que terminarem empatados, a partir desta fase, serão decididos em cobranças de pênaltis.

## Transmissão
A edição de 2012 foi transmitida através de 9 emissoras:
| - Rede Bandeirantes - BandSports - ESPN Brasil | - Rede Vida - SporTV - TV+ | - TV Corinthians - TV FPF - TV Brasil |

Além da Rede Globo, que transmitiu apenas a final do campeonato.

## Equipes participantes
Estas são as 96 equipes que participaram desta edição:
| Estado              | Equipe                                             |           | Estado                             | Equipe |
| ------------------- | -------------------------------------------------- | --------- | ---------------------------------- | ------ |
| Acre                | Atlético Acreano                                   | São Paulo | América Futebol Clube              |        |
| Alagoas             | Clube de Regatas Brasil                            | São Paulo | Guaratinguetá Futebol Ltda.        |        |
| Alagoas             | Centro Sportivo Alagoano                           | São Paulo | Audax São Paulo Esporte Clube      |        |
| Amazonas            | Nacional Futebol Clube                             | São Paulo | Batatais Futebol Clube             |        |
| Amapá               | Oratório Recreativo Clube                          | São Paulo | Botafogo Futebol Clube             |        |
| Bahia               | Esporte Clube Bahia                                | São Paulo | Clube Atlético Bragantino          |        |
| Bahia               | São Francisco Esporte Clube                        | São Paulo | Brasilis Futebol Clube             |        |
| Bahia               | Esporte Clube Vitória                              | São Paulo | Sport Club Corinthians Paulista    |        |
| Ceará               | Ceará Sporting Club                                | São Paulo | Desportivo Brasil                  |        |
| Ceará               | Fortaleza Esporte Clube                            | São Paulo | Associação Ferroviária de Esportes |        |
| Distrito Federal    | Sociedade Esportiva do Gama                        | São Paulo | Associação Atlética Flamengo       |        |
| Distrito Federal    | Cruzeiro Futebol Clube                             | São Paulo | Grêmio Barueri Futebol Ltda.       |        |
| Espírito Santo      | Linhares Futebol Clube                             | São Paulo | Grêmio Esportivo Osasco            |        |
| Espírito Santo      | Associação Desportiva Ferroviária Vale do Rio Doce | São Paulo | Guarani Futebol Clube              |        |
| Goiás               | Goiânia Esporte Clube                              | São Paulo | AA Internacional de Limeira        |        |
| Goiás               | Goiás Esporte Clube                                | São Paulo | Clube Atlético Juventus            |        |
| Goiás               | Vila Nova Futebol Clube                            | São Paulo | Clube Atlético Lemense             |        |
| Maranhão            | Americano Futebol Clube                            | São Paulo | Clube Atlético Linense             |        |
| Mato Grosso         | Rondonópolis Esporte Clube                         | São Paulo | Marília Atlético Clube             |        |
| Mato Grosso         | Sinop Futebol Clube                                | São Paulo | Mirassol Futebol Clube             |        |
| Mato Grosso do Sul  | Clube Recreativo Desp. 7 de Setembro               | São Paulo | Mogi Mirim Esporte Clube           |        |
| Mato Grosso do Sul  | Aquidauanense Futebol Clube                        | São Paulo | Atlético Monte Azul                |        |
| Minas Gerais        | América Futebol Clube                              | São Paulo | Nacional Atlético Clube            |        |
| Minas Gerais        | Clube Atlético Mineiro                             | São Paulo | Esporte Clube Noroeste             |        |
| Minas Gerais        | Cruzeiro Esporte Clube                             | São Paulo | Olé Brasil Futebol Clube           |        |
| Minas Gerais        | Uberlândia Esporte Clube                           | São Paulo | Sociedade Esportiva Palmeiras      |        |
| Pará                | Clube do Remo                                      | São Paulo | Paulista Futebol Clube             |        |
| Paraíba             | Santos Futebol Clube                               | São Paulo | Associação Atlética Ponte Preta    |        |
| Paraná              | Clube Atlético Paranaense                          | São Paulo | Associação Portuguesa de Desportos |        |
| Paraná              | Coritiba Foot-Ball Club                            | São Paulo | Futebol Clube Primeira Camisa      |        |
| Paraná              | Paraná Clube                                       | São Paulo | Red Bull Brasil                    |        |
| Pernambuco          | Clube Atlético do Porto                            | São Paulo | Rio Preto Esporte Clube            |        |
| Pernambuco          | Sport Club do Recife                               | São Paulo | Esporte Clube Santo André          |        |
| Pernambuco          | Associação Desportiva Vitória                      | São Paulo | Santos Futebol Clube               |        |
| Piauí               | Esporte Clube Flamengo                             | São Paulo | São Bernardo Futebol Clube         |        |
| Rio de Janeiro      | Botafogo de Futebol e Regatas                      | São Paulo | Associação Desportiva São Caetano  |        |
| Rio de Janeiro      | Clube de Regatas do Flamengo                       | São Paulo | São Carlos Futebol Clube           |        |
| Rio de Janeiro      | Fluminense Football Club                           | São Paulo | São José Esporte Clube             |        |
| Rio de Janeiro      | Club de Regatas Vasco da Gama                      | São Paulo | São Paulo Futebol Clube            |        |
| Rio Grande do Norte | ABC Futebol Clube                                  | São Paulo | Sertãozinho Futebol Clube          |        |
| Rio Grande do Norte | Associação Sportiva Sociedade Unida                | São Paulo | Sumaré Atlético Clube              |        |
| Rio Grande do Sul   | Sociedade Esportiva e Recreativa Caxias do Sul     | São Paulo | Clube Atlético Taboão da Serra     |        |
| Rio Grande do Sul   | Grêmio Foot-Ball Porto Alegrense                   | São Paulo | Esporte Clube Taubaté              |        |
| Rio Grande do Sul   | Sport Club Internacional                           | São Paulo | União São João Esporte Clube       |        |
| Rondônia            | Ji-Paraná Futebol Clube                            | São Paulo | Esporte Clube XV de Piracicaba     |        |
| Santa Catarina      | Avaí Futebol Clube                                 | Sergipe   | Associação Desportiva Confiança    |        |
| Santa Catarina      | Criciúma Esporte Clube                             | Sergipe   | Club Sportivo Sergipe              |        |
| Santa Catarina      | Figueirense Futebol Clube                          | Tocantins | Palmas Futebol e Regatas           |        |

## Primeira fase

### Grupo A (São José do Rio Preto)
| Time       | Pts | J | V | E | D | GP | GS | SG  |
| ---------- | --- | - | - | - | - | -- | -- | --- |
| Cruzeiro   | 9   | 3 | 3 | 0 | 0 | 12 | 2  | +10 |
| Mirassol   | 6   | 3 | 2 | 0 | 1 | 10 | 6  | +4  |
| ABC        | 3   | 3 | 1 | 0 | 2 | 5  | 6  | -1  |
| América-SP | 0   | 3 | 0 | 0 | 3 | 3  | 16 | -13 |

| 3 de janeiro | América-SP | 0 – 6     | Mirassol                                                            | Estádio Benedito Teixeira, São José do Rio Preto |
| 14:00        |            | Relatório | Jean 6' · Renanzinho 16' · Alex Luís 22' 86' · Dacio 32' · Caio 80' |                                                  |

| 3 de janeiro | Cruzeiro  | 1 – 0     | ABC | Estádio Benedito Teixeira, São José do Rio Preto |
| 16:00        | Walace 4' | Relatório |     |                                                  |

| 6 de janeiro | América-SP             | 2 – 4     | ABC                                            | Estádio Benedito Teixeira, São José do Rio Preto |
| 14:00        | Bruno 4' · Juninho 36' | Relatório | Mael 14' · Moisés 15' · Grafite 18' · Joan 79' |                                                  |

| 6 de janeiro | Mirassol  | 1 – 5     | Cruzeiro                                                             | Estádio Benedito Teixeira, São José do Rio Preto |
| 16:00        | Dacio 34' | Relatório | Lucas 24' 60' (pen) · João Paulo 83' · Alisson 85' · Lylleeker 90+2' |                                                  |

| 9 de janeiro | ABC         | 1 – 3     | Mirassol                            | Estádio Benedito Teixeira, São José do Rio Preto |
| 14:00        | Grafite 83' | Relatório | Matheus 45' · Diogo 61' · Dacio 84' |                                                  |

| 9 de janeiro | América-SP | 1 – 6     | Cruzeiro                                                                       | Estádio Benedito Teixeira, São José do Rio Preto |
| 16:00        | Caíque 45' | Relatório | Cristian 1' · Pedro Paulo 21' · João Paulo 35' 37' · Alisson 73' · Emerson 86' |                                                  |

### Grupo B (Lins)
| Time                | Pts | J | V | E | D | GP | GS | SG  |
| ------------------- | --- | - | - | - | - | -- | -- | --- |
| Atlético Paranaense | 7   | 3 | 2 | 1 | 0 | 11 | 3  | +8  |
| Linense             | 5   | 3 | 1 | 2 | 0 | 10 | 6  | +4  |
| Marília             | 3   | 3 | 1 | 0 | 2 | 3  | 13 | -10 |
| Sinop               | 1   | 3 | 0 | 1 | 2 | 7  | 9  | -2  |

| 4 de janeiro | Linense                                      | 5 – 1     | Marília    | Estádio Gilberto Siqueira Lopes, Lins |
| 14:00        | Felipe 2' 46' 75' · Tatá 10' · Pelezinho 49' | Relatório | Daniel 84' |                                       |

| 4 de janeiro | Atlético Paranaense                       | 3 – 2     | Sinop                               | Estádio Gilberto Siqueira Lopes, Lins |
| 16:00        | Hernane 15' · Taiberson 19' · Erwin 90+2' | Relatório | Paulinho 64' (pen) · Carrerinha 70' |                                       |

| 7 de janeiro | Linense                                                 | 4 – 4     | Sinop                                          | Estádio Gilberto Siqueira Lopes, Lins |
| 14:00        | Ronconi 32' (pen) · Zi 36' · Pelezinho 54' · Heitor 72' | Relatório | Nailson 21' 89' · Zé Carlos 74' · Alemão 90+1' |                                       |

| 7 de janeiro | Marília | 0 – 7     | Atlético Paranaense                                                                                          | Estádio Gilberto Siqueira Lopes, Lins |
| 16:00        |         | Relatório | Marcos Guilherme 3' · Matheus Rossetto 10' · Victor Lucas 12' · Douglas Coutinho 48' 58' · Taiberson 59' 77' |                                       |

| 10 de janeiro | Sinop         | 1 – 2     | Marília                         | Estádio Gilberto Siqueira Lopes, Lins |
| 14:00         | Alexandre 89' | Relatório | Leonardo 10' · Daniel Alves 35' |                                       |

| 10 de janeiro | Linense    | 1 – 1     | Atlético Paranaense | Estádio Gilberto Siqueira Lopes, Lins |
| 16:00         | Heitor 18' | Relatório | Hernane 21'         |                                       |

### Grupo C (Ribeirão Preto)
| Time       | Pts | J | V | E | D | GP | GS | SG |
| ---------- | --- | - | - | - | - | -- | -- | -- |
| Olé Brasil | 7   | 3 | 2 | 1 | 0 | 4  | 2  | +2 |
| Fluminense | 6   | 3 | 2 | 0 | 1 | 9  | 4  | +5 |
| Mogi Mirim | 3   | 3 | 1 | 0 | 2 | 3  | 4  | -1 |
| Ji-Paraná  | 1   | 3 | 0 | 1 | 2 | 1  | 7  | -6 |

| 5 de janeiro | Olé Brasil | 1 – 0     | Mogi Mirim | Estádio Francisco de Palma Travassos, Ribeirão Preto |
| 19:00        | Diego 5'   | Relatório |            |                                                      |

| 5 de janeiro | Fluminense                                               | 5 – 0     | Ji-Paraná | Estádio Francisco de Palma Travassos, Ribeirão Preto |
| 21:00        | Higor 11' · Eduardo 17' 33' · Michael 37' · Fernando 54' | Relatório |           |                                                      |

| 8 de janeiro | Olé Brasil | 0 – 0     | Ji-Paraná | Estádio Francisco de Palma Travassos, Ribeirão Preto |
| 17:00        |            | Relatório |           |                                                      |

| 8 de janeiro | Mogi Mirim | 1 – 2     | Fluminense              | Estádio Francisco de Palma Travassos, Ribeirão Preto |
| 19:00        | Samuel 45' | Relatório | Higor 28' · Rafinha 79' |                                                      |

| 11 de janeiro | Ji-Paraná        | 1 – 2     | Mogi Mirim                        | Estádio Francisco de Palma Travassos, Ribeirão Preto |
| 17:00         | Athos Leonis 81' | Relatório | João Jucas 60' · William Lira 79' |                                                      |

| 11 de janeiro | Olé Brasil                            | 3 – 2     | Fluminense                     | Estádio Francisco de Palma Travassos, Ribeirão Preto |
| 19:00         | Kaique 7' · Mancini 52' · William 81' | Relatório | Michael 20' · Rafael Assis 87' |                                                      |

### Grupo D (Batatais)
| Time       | Pts | J | V | E | D | GP | GS | SG |
| ---------- | --- | - | - | - | - | -- | -- | -- |
| Uberlândia | 9   | 3 | 3 | 0 | 0 | 5  | 1  | +4 |
| Sport      | 6   | 3 | 2 | 0 | 1 | 4  | 3  | +1 |
| Rio Preto  | 3   | 3 | 1 | 0 | 2 | 3  | 4  | -1 |
| Batatais   | 0   | 3 | 0 | 0 | 3 | 4  | 8  | -4 |

| 5 de janeiro | Batatais   | 1 – 3     | Rio Preto                                       | Estádio Dr. Osvaldo Scatena, Batatais |
| 19:00        | Janiel 44' | Relatório | Daniel César 3' · Marcos Souza 17' · Samuel 90' |                                       |

| 5 de janeiro | Sport | 0 – 1     | Uberlândia  | Estádio Dr. Osvaldo Scatena, Batatais |
| 21:00        |       | Relatório | Stefano 26' |                                       |

| 8 de janeiro | Batatais       | 1 – 2     | Uberlândia                          | Estádio Dr. Osvaldo Scatena, Batatais |
| 14:00        | Luis Paulo 83' | Relatório | Gilbertinho 38' (pen) · Stefano 50' |                                       |

| 8 de janeiro | Rio Preto | 0 – 1     | Sport           | Estádio Dr. Osvaldo Scatena, Batatais |
| 16:00        |           | Relatório | Ítalo 25' (pen) |                                       |

| 11 de janeiro | Uberlândia                  | 2 – 0     | Rio Preto | Estádio Dr. Osvaldo Scatena, Batatais |
| 14:00         | Marquinhos 70' · Franco 84' | Relatório |           |                                       |

| 11 de janeiro | Batatais                   | 2 – 3     | Sport                               | Estádio Dr. Osvaldo Scatena, Batatais |
| 16:00         | Luis Felipe 57' · Cauê 87' | Relatório | William 37' · Ítalo 75' · Tiago 83' |                                       |

### Grupo E (Araraquara)
| Time         | Pts | J | V | E | D | GP | GS | SG  |
| ------------ | --- | - | - | - | - | -- | -- | --- |
| Palmeiras    | 9   | 3 | 3 | 0 | 0 | 10 | 0  | +10 |
| Rondonópolis | 6   | 3 | 2 | 0 | 1 | 10 | 7  | +3  |
| Ferroviária  | 1   | 3 | 0 | 1 | 2 | 6  | 9  | -3  |
| Linhares     | 1   | 3 | 0 | 1 | 2 | 4  | 14 | -10 |

| 3 de janeiro | Ferroviária                                 | 3 – 4     | Rondonópolis                       | Arena da Fonte Luminosa, Araraquara |
| 17:00        | Michel 36' (pen) · Negão 45+3' · Daniel 87' | Relatório | Valdívia 18' · Tiago 31' 45+1' 46' |                                     |

| 3 de janeiro | Palmeiras                                      | 5 – 0     | Linhares | Arena da Fonte Luminosa, Araraquara |
| 19:00        | Diego 8' 32' · Luiz Gustavo 28' · Hugo 51' 54' | Relatório |          |                                     |

| 6 de janeiro | Ferroviária                                    | 3 – 3     | Linhares                         | Arena da Fonte Luminosa, Araraquara |
| 19:00        | Gustavo 30' · Negão 65' · Paulo Henrique 90+1' | Relatório | Roger 35' (pen) · Renato 47' 87' |                                     |

| 6 de janeiro | Rondonópolis | 0 – 3     | Palmeiras                                      | Arena da Fonte Luminosa, Araraquara |
| 21:00        |              | Relatório | Luiz Gustavo 47' · João Denoni 55' · Diego 79' |                                     |

| 9 de janeiro | Linhares | 1 – 6     | Rondonópolis                             | Arena da Fonte Luminosa, Araraquara |
| 17:00        | Jean 60' | Relatório | Valdívia 38' 41' 80' · Kaike 44' 67' 69' |                                     |

| 9 de janeiro | Ferroviária | 0 – 2     | Palmeiras                          | Arena da Fonte Luminosa, Araraquara |
| 19:00        |             | Relatório | Luiz Gustavo 65' · Diego Souza 69' |                                     |

### Grupo F (Monte Azul Paulista)
| Time        | Pts | J | V | E | D | GP | GS | SG |
| ----------- | --- | - | - | - | - | -- | -- | -- |
| Monte Azul  | 9   | 3 | 3 | 0 | 0 | 11 | 4  | +7 |
| Botafogo-SP | 6   | 3 | 2 | 0 | 1 | 9  | 6  | +3 |
| Porto-PE    | 3   | 3 | 1 | 0 | 2 | 4  | 6  | -2 |
| Gama        | 0   | 3 | 0 | 0 | 3 | 4  | 12 | -8 |

| 4 de janeiro | Monte Azul                                         | 5 – 0     | Botafogo-SP | Estádio Otacília Patrício Arroyo, Monte Azul |
| 14:00        | Nicolas 3' · Alan 5' 75' · Felipe 34' · Sauver 41' | Relatório |             |                                              |

| 4 de janeiro | Porto-PE                  | 2 – 1     | Gama     | Estádio Otacília Patrício Arroyo, Monte Azul |
| 16:00        | Lucas 62' · Sandrinho 78' | Relatório | Dime 57' |                                              |

| 7 de janeiro | Monte Azul                              | 4 – 3     | Gama                           | Estádio Otacília Patrício Arroyo, Monte Azul |
| 14:00        | Fumaça 1' 63' · Fernando 22' · Alan 56' | Relatório | Guilherme 34' 45' · Gilvan 78' |                                              |

| 7 de janeiro | Botafogo-SP                   | 3 – 1     | Porto-PE   | Estádio Otacília Patrício Arroyo, Monte Azul |
| 16:00        | Caique 55' 63' · Renilson 70' | Relatório | Erasmo 43' |                                              |

| 10 de janeiro | Gama | 0 – 6     | Botafogo-SP                                                           | Estádio Otacília Patrício Arroyo, Monte Azul |
| 14:00         |      | Relatório | Caique 32' 89' · Daniel 43' (pen) 51' (pen) · Piti 62' · Renilson 86' |                                              |

| 10 de janeiro | Monte Azul            | 2 – 1     | Porto-PE           | Estádio Otacília Patrício Arroyo, Monte Azul |
| 16:00         | Alan 67' · Carlos 86' | Relatório | Fernando 75' (g.c) |                                              |

### Grupo G (Leme)
| Time          | Pts | J | V | E | D | GP | GS | SG |
| ------------- | --- | - | - | - | - | -- | -- | -- |
| Santo André   | 9   | 3 | 3 | 0 | 0 | 6  | 2  | +4 |
| Internacional | 6   | 3 | 2 | 0 | 1 | 9  | 4  | +5 |
| Confiança     | 3   | 3 | 1 | 0 | 2 | 6  | 7  | -1 |
| EC Lemense    | 0   | 3 | 0 | 0 | 3 | 5  | 13 | -8 |

| 3 de janeiro | Internacional            | 2 – 1     | Confiança | Estádio Bruno Lazzarini, Leme |
| 14:00        | Thiago 63' · Rafinha 67' | Relatório | Artur 70' |                               |

| 3 de janeiro | EC Lemense    | 1 – 2     | Santo André                | Estádio Bruno Lazzarini, Leme |
| 16:00        | Douglas 90+2' | Relatório | Fernando 37' · Claudio 79' |                               |

| 6 de janeiro | EC Lemense                         | 3 – 4     | Confiança                     | Estádio Bruno Lazzarini, Leme |
| 14:00        | Robson 2' 45' · Johane 90+1' (pen) | Relatório | Artur 19' 38' 75' · Bruno 49' |                               |

| 6 de janeiro | Santo André              | 2 – 0     | Internacional | Estádio Bruno Lazzarini, Leme |
| 16:00        | Matheus 49' · Thiago 84' | Relatório |               |                               |

| 9 de janeiro | Confiança  | 1 – 2     | Santo André                     | Estádio Bruno Lazzarini, Leme |
| 14:00        | Daniel 49' | Relatório | Claudio 3' · João Guilherme 89' |                               |

| 9 de janeiro | EC Lemense    | 1 – 7     | Internacional                                                                | Estádio Bruno Lazzarini, Leme |
| 16:00        | Guilherme 87' | Relatório | Nathan 6' 29' 41' · Pedro Vitor 16' · Vitor 64' · Diogo 84' · Anderson 89' · |                               |

### Grupo H (Sumaré)
| Time      | Pts | J | V | E | D | GP | GS | SG |
| --------- | --- | - | - | - | - | -- | -- | -- |
| Paulista  | 9   | 3 | 3 | 0 | 0 | 8  | 1  | +7 |
| Fortaleza | 4   | 3 | 1 | 1 | 1 | 4  | 5  | -1 |
| Sumaré    | 3   | 3 | 1 | 0 | 2 | 2  | 5  | -3 |
| Goiânia   | 1   | 3 | 0 | 1 | 2 | 3  | 6  | -3 |

| 4 de janeiro | Sumaré | 0 – 3     | Paulista                              | Estádio Vereador José Pereira, Sumaré |
| 14:00        |        | Relatório | Tafarel 31' · Rodrigo 63' · Natan 89' |                                       |

| 4 de janeiro | Fortaleza                         | 2 – 2     | Goiânia           | Estádio Vereador José Pereira, Sumaré |
| 16:00        | Francisco Edson 26' · Romário 41' | Relatório | Cleiton 45+1' 49' |                                       |

| 7 de janeiro | Sumaré       | 1 – 0     | Goiânia | Estádio Vereador José Pereira, Sumaré |
| 14:00        | Vinícius 62' | Relatório |         |                                       |

| 7 de janeiro | Paulista        | 2 – 0     | Fortaleza | Estádio Vereador José Pereira, Sumaré |
| 16:00        | Natan 60' 90+2' | Relatório |           |                                       |

| 10 de janeiro | Goiânia        | 1 – 3     | Paulista                              | Estádio Vereador José Pereira, Sumaré |
| 14:00         | Fred 62' (pen) | Relatório | Índio 24' · Zé 26' · Luis Gustavo 47' |                                       |

| 10 de janeiro | Sumaré     | 1 – 2     | Fortaleza                | Estádio Vereador José Pereira, Sumaré |
| 16:00         | Mateus 54' | Relatório | Bebeto 46' · Romario 77' |                                       |

### Grupo I (São Carlos)
| Time           | Pts | J | V | E | D | GP | GS | SG |
| -------------- | --- | - | - | - | - | -- | -- | -- |
| São Carlos     | 5   | 3 | 1 | 2 | 0 | 5  | 4  | +1 |
| União São João | 5   | 3 | 1 | 2 | 0 | 4  | 3  | +1 |
| Flamengo       | 3   | 3 | 0 | 3 | 0 | 3  | 3  | 0  |
| Aquidauanense  | 1   | 3 | 0 | 1 | 2 | 2  | 4  | -2 |

| 3 de janeiro | São Carlos | 1 – 1     | União São João | Estádio Luís Augusto de Oliveira, São Carlos |
| 19:00        | Kennedy 4' | Relatório | Pirica 22'     |                                              |

| 3 de janeiro | Flamengo | 0 – 0     | Aquidauanense | Estádio Luís Augusto de Oliveira, São Carlos |
| 21:00        |          | Relatório |               |                                              |

| 6 de janeiro | São Carlos              | 2 – 1     | Aquidauanense | Estádio Luís Augusto de Oliveira, São Carlos |
| 17:00        | Lucas 6' · Maurício 11' | Relatório | Rafael 70'    |                                              |

| 6 de janeiro | União São João | 1 – 1     | Flamengo    | Estádio Luís Augusto de Oliveira, São Carlos |
| 19:00        | Clayson 81'    | Relatório | Yguinho 63' |                                              |

| 9 de janeiro | Aquidauanense | 1 – 2     | União São João              | Estádio Luís Augusto de Oliveira, São Carlos |
| 19:00        | Danilo 7'     | Relatório | Wellington 70' · Danilo 81' |                                              |

| 9 de janeiro | São Carlos                    | 2 – 2     | Flamengo                | Estádio Luís Augusto de Oliveira, São Carlos |
| 21:00        | Paulo Henrique 4' · Lucas 29' | Relatório | Muralha 10' · Samir 23' |                                              |

### Grupo J (Campo Limpo Paulista)
| Time            | Pts | J | V | E | D | GP | GS | SG  |
| --------------- | --- | - | - | - | - | -- | -- | --- |
| Red Bull Brasil | 6   | 3 | 2 | 0 | 1 | 8  | 3  | +5  |
| Vitória         | 6   | 3 | 2 | 0 | 1 | 6  | 2  | +4  |
| Portuguesa      | 6   | 3 | 2 | 0 | 1 | 6  | 5  | +1  |
| Sertãozinho     | 0   | 3 | 0 | 0 | 3 | 1  | 11 | -10 |

| 4 de janeiro | Red Bull Brasil               | 2 – 3     | Portuguesa                          | Estádio Aldévio Barbosa Lemos, Campo Limpo Paulista |
| 14:00        | Augusto 88' · Rui Salazar 89' | Relatório | Jean 34' · Marcelo 47' · Luan 90+3' |                                                     |

| 4 de janeiro | Vitória                                               | 4 – 0     | Sertãozinho | Estádio Aldévio Barbosa Lemos, Campo Limpo Paulista |
| 16:00        | William 14' · José Welison 36' · Mauro Franco 67' 86' | Relatório |             |                                                     |

| 8 de janeiro | Red Bull Brasil                                                        | 4 – 0     | Sertãozinho | Estádio Aldévio Barbosa Lemos, Campo Limpo Paulista |
| 14:00        | Rui Salazar 2' · Matheus Ferreira 13' · Augusto 36' · Lucas Venuto 46' | Relatório |             |                                                     |

| 8 de janeiro | Portuguesa | 0 – 2     | Vitória                         | Estádio Aldévio Barbosa Lemos, Campo Limpo Paulista |
| 16:00        |            | Relatório | William 48' · Agdom 90+3' (pen) |                                                     |

| 11 de janeiro | Sertãozinho | 1 – 3     | Portuguesa                   | Estádio Aldévio Barbosa Lemos, Campo Limpo Paulista |
| 14:00         | Andrade 24' | Relatório | Eduardo 15' 68' · Jean 90+3' |                                                     |

| 11 de janeiro | Red Bull Brasil               | 2 – 0     | Vitória | Estádio Aldévio Barbosa Lemos, Campo Limpo Paulista |
| 16:00         | Rui Salazar 22' · Augusto 47' | Relatório |         |                                                     |

### Grupo K (Louveira)
| Time            | Pts | J | V | E | D | GP | GS | SG |
| --------------- | --- | - | - | - | - | -- | -- | -- |
| América Mineiro | 6   | 3 | 2 | 0 | 1 | 5  | 6  | -1 |
| Audax           | 5   | 3 | 1 | 2 | 0 | 7  | 3  | +4 |
| Avaí            | 2   | 3 | 0 | 2 | 1 | 4  | 5  | -1 |
| 7 de Setembro   | 2   | 3 | 0 | 2 | 1 | 3  | 5  | -2 |

| 5 de janeiro | Audax     | 1 – 1     | 7 de Setembro | Estádio José Silveira Nunes, Louveira |
| 14:00        | Vitor 65' | Relatório | Alex 78'      |                                       |

| 5 de janeiro | América Mineiro       | 2 – 1     | Avaí        | Estádio José Silveira Nunes, Louveira |
| 16:00        | Diego 38' · Assis 56' | Relatório | Mariano 36' |                                       |

| 8 de janeiro | Audax      | 1 – 1     | Avaí    | Estádio José Silveira Nunes, Louveira |
| 14:00        | Alan 90+2' | Relatório | Peu 73' |                                       |

| 8 de janeiro | 7 de Setembro | 0 – 2     | América Mineiro             | Estádio José Silveira Nunes, Louveira |
| 16:00        |               | Relatório | Diego 18' (pen) · Assis 63' |                                       |

| 11 de janeiro | Avaí                                     | 2 – 2     | 7 de Setembro   | Estádio José Silveira Nunes, Louveira |
| 14:00         | Peterson 26' · Mateus Favarini 44' (pen) | Relatório | Giovani 61' 89' |                                       |

| 11 de janeiro | Audax                                                      | 5 – 1     | América Mineiro | Estádio José Silveira Nunes, Louveira |
| 16:00         | Diego 7' 75' · Udson 39' · Victor Ladeira 52' · Murilo 60' | Relatório | Luis Felipe 80' |                                       |

### Grupo L (São Bernardo do Campo)
| Time             | Pts | J | V | E | D | GP | GS | SG |
| ---------------- | --- | - | - | - | - | -- | -- | -- |
| São Bernardo     | 5   | 3 | 1 | 2 | 0 | 3  | 2  | +1 |
| Noroeste         | 4   | 3 | 1 | 1 | 1 | 5  | 4  | +1 |
| Paraná           | 4   | 3 | 1 | 1 | 1 | 3  | 4  | -1 |
| Atlético Acreano | 3   | 3 | 1 | 0 | 2 | 5  | 6  | -1 |

| 4 de janeiro | São Bernardo | 1 – 1     | Noroeste  | Estádio Humberto Castelo Branco (Baetão), São Bernardo do Campo |
| 16:00        | Soares 9'    | Relatório | Lucas 76' |                                                                 |

| 4 de janeiro | Paraná   | 1 – 3     | Atlético Acreano                     | Estádio Humberto Castelo Branco (Baetão), São Bernardo do Campo |
| 18:00        | Alan 67' | Relatório | Giovane 22' · Afonso 73' · Renan 88' |                                                                 |

| 8 de janeiro | São Bernardo         | 2 – 1     | Atlético Acreano | Estádio Humberto Castelo Branco (Baetão), São Bernardo do Campo |
| 14:00        | André 12' · Caio 52' | Relatório | Renan 36'        |                                                                 |

| 8 de janeiro | Noroeste   | 1 – 2     | Paraná            | Estádio Humberto Castelo Branco (Baetão), São Bernardo do Campo |
| 16:00        | Renato 55' | Relatório | Carlinhos 59' 64' |                                                                 |

| 11 de janeiro | Atlético Acreano | 1 – 3     | Noroeste                     | Estádio Humberto Castelo Branco (Baetão), São Bernardo do Campo |
| 14:00         | Leandro 69'      | Relatório | Romário 51' 90' · Renato 87' |                                                                 |

| 11 de janeiro | São Bernardo | 0 – 0     | Paraná | Estádio Humberto Castelo Branco (Baetão), São Bernardo do Campo |
| 16:00         |              | Relatório |        |                                                                 |

### Grupo M (Jaguariúna)
| Time                   | Pts | J | V | E | D | GP | GS | SG  |
| ---------------------- | --- | - | - | - | - | -- | -- | --- |
| Corinthians            | 9   | 3 | 3 | 0 | 0 | 14 | 0  | +14 |
| Juventus-SP            | 6   | 3 | 2 | 0 | 1 | 12 | 4  | +8  |
| Santos-PB              | 3   | 3 | 1 | 0 | 2 | 3  | 15 | -12 |
| Desportiva Ferroviária | 0   | 3 | 0 | 0 | 3 | 0  | 10 | -10 |

| 4 de janeiro | Juventus-SP                                                                      | 6 – 0     | Desportiva Ferroviária | Estádio Alfredo Chivegato, Jaguariúna |
| 13:00        | Pedro Rossi 14' (pen) · Tauã 56' · Douglas 85' 88' · Ataíde 87' · Alan 90' (pen) | Relatório |                        |                                       |

| 4 de janeiro | Corinthians                                                                           | 9 – 0     | Santos-PB | Estádio Alfredo Chivegato, Jaguariúna |
| 15:00        | Denner 18' · Giovanni 21' · Matheuzinho 29' 67' · Leandro 32' 54' 76' · Gomes 47' 57' | Relatório |           |                                       |

| 7 de janeiro | Santos-PB  | 1 – 6     | Juventus-SP                                                | Estádio Alfredo Chivegato, Jaguariúna |
| 14:00        | Carlos 47' | Relatório | Tauã 2' 44' · Mailson 10' · Douglas 15' · Ataíde 89' 90+1' |                                       |

| 7 de janeiro | Corinthians                   | 2 – 0     | Desportiva Ferroviária | Estádio Alfredo Chivegato, Jaguariúna |
| 16:00        | Jean Teodoro 7' · Leandro 36' | Relatório |                        |                                       |

| 10 de janeiro | Desportiva Ferroviária | 0 – 2     | Santos-PB   | Estádio Alfredo Chivegato, Jaguariúna |
| 14:00         |                        | Relatório | Gil 60' 74' |                                       |

| 10 de janeiro | Corinthians                                   | 3 – 0     | Juventus-SP | Estádio Alfredo Chivegato, Jaguariúna |
| 16:00         | Denner 48' (pen) · Anderson 60' · Douglas 61' | Relatório |             |                                       |

### Grupo N (Águas de Lindóia)
| Time        | Pts | J | V | E | D | GP | GS | SG  |
| ----------- | --- | - | - | - | - | -- | -- | --- |
| Goiás       | 7   | 3 | 2 | 1 | 0 | 11 | 5  | +6  |
| Guarani     | 7   | 3 | 2 | 1 | 0 | 6  | 2  | +4  |
| Brasilis    | 3   | 3 | 1 | 0 | 2 | 7  | 4  | +3  |
| Flamengo-PI | 0   | 3 | 0 | 0 | 3 | 1  | 14 | -13 |

| 4 de janeiro | Brasilis | 0 – 1     | Guarani    | Estádio Leonardo Barbieri, Águas de Lindóia |
| 14:00        |          | Relatório | Julyan 34' |                                             |

| 4 de janeiro | Goiás                                                                             | 6 – 1     | Flamengo-PI          | Estádio Leonardo Barbieri, Águas de Lindóia |
| 16:00        | Assuério 13' · Liniker 45' (pen) 75' · Péricles 82' · Tharles 88' · Rodrigo 90+1' | Relatório | João Vítor 31' (pen) |                                             |

| 8 de janeiro | Guarani                        | 2 – 2     | Goiás                     | Estádio Leonardo Barbieri, Águas de Lindóia |
| 14:00        | Eduardo 38' · Bruno Mendes 54' | Relatório | Liniker 16' · Tharles 32' |                                             |

| 8 de janeiro | Brasilis                                                        | 5 – 0     | Flamengo-PI | Estádio Leonardo Barbieri, Águas de Lindóia |
| 16:00        | Adriano 40' · Raikan 44' 68' · Orlando 65' · Rafinnha 90' (pen) | Relatório |             |                                             |

| 11 de janeiro | Flamengo-PI | 0 – 3     | Guarani                                 | Estádio Leonardo Barbieri, Águas de Lindóia |
| 14:00         |             | Relatório | Bruno Mendes 12' 79' (pen) · Daniel 23' |                                             |

| 11 de janeiro | Brasilis        | 2 – 3     | Goiás                                            | Estádio Leonardo Barbieri, Águas de Lindóia |
| 16:00         | Henrique 5' 81' | Relatório | Paulo Henrique 76' · Péricles 80' · Assuério 90' |                                             |

### Grupo O (Taubaté)
| Time          | Pts | J | V | E | D | GP | GS | SG |
| ------------- | --- | - | - | - | - | -- | -- | -- |
| Taubaté       | 7   | 3 | 2 | 1 | 0 | 6  | 3  | +3 |
| Vasco da Gama | 6   | 3 | 2 | 0 | 1 | 6  | 5  | +1 |
| Remo          | 3   | 3 | 1 | 0 | 2 | 3  | 4  | -1 |
| São Francisco | 1   | 3 | 0 | 1 | 2 | 3  | 6  | -3 |

| 5 de janeiro | Taubaté       | 2 – 0     | Remo | Estádio Joaquim de Morais Filho, Taubaté |
| 14:00        | Renan 25' 70' | Relatório |      |                                          |

| 5 de janeiro | Vasco da Gama                            | 3 – 2     | São Francisco           | Estádio Joaquim de Morais Filho, Taubaté |
| 16:00        | Jhon Cley 1' · Malco 25' · Romarinho 82' | Relatório | Vítor 3' · Arthur 90+1' |                                          |

| 8 de janeiro | Remo      | 1 – 2     | Vasco da Gama              | Estádio Joaquim de Morais Filho, Taubaté |
| 14:00        | Jayme 45' | Relatório | Cícero 19' · Guilherme 56' |                                          |

| 8 de janeiro | Taubaté   | 1 – 1     | São Francisco | Estádio Joaquim de Morais Filho, Taubaté |
| 16:00        | Renan 89' | Relatório | Vitor 25'     |                                          |

| 11 de janeiro | Taubaté               | 2 – 1     | Vasco da Gama | Estádio Joaquim de Morais Filho, Taubaté |
| 14:00         | Raí 64' · Ramon 90+2' | Relatório | Dieyson 21'   |                                          |

| 11 de janeiro | São Francisco | 0 – 2     | Remo          | Estádio Joaquim de Morais Filho, Taubaté |
| 16:00         |               | Relatório | Jayme 55' 67' |                                          |

### Grupo P (São José dos Campos)
| Time             | Pts | J | V | E | D | GP | GS | SG |
| ---------------- | --- | - | - | - | - | -- | -- | -- |
| Primeira Camisa  | 7   | 3 | 2 | 1 | 0 | 3  | 1  | +2 |
| Cruzeiro-DF      | 5   | 3 | 1 | 2 | 0 | 7  | 5  | +2 |
| Ceará            | 3   | 3 | 1 | 0 | 2 | 5  | 6  | -1 |
| XV de Piracicaba | 1   | 3 | 0 | 1 | 2 | 3  | 6  | -3 |

| 4 de janeiro | Primeira Camisa | 1 – 0     | XV de Piracicaba | Estádio ADC Parahyba, São José dos Campos |
| 14:00        | Guilherme 16'   | Relatório |                  |                                           |

| 4 de janeiro | Ceará                     | 2 – 4     | Cruzeiro-DF                                         | Estádio ADC Parahyba, São José dos Campos |
| 16:00        | Epitácio 15' · Daniel 19' | Relatório | Hugo 57' · Peninha 64' · Jeffinho 78' · Anjinho 83' |                                           |

| 8 de janeiro | Primeira Camisa | 1 – 1     | Cruzeiro-DF | Estádio ADC Parahyba, São José dos Campos |
| 14:00        | Leandro 40'     | Relatório | Kobalay 75' |                                           |

| 8 de janeiro | XV de Piracicaba    | 1 – 3     | Ceará                         | Estádio ADC Parahyba, São José dos Campos |
| 16:00        | Matheus Rodolfo 20' | Relatório | Daniel 15' 54' · Epitácio 85' |                                           |

| 11 de janeiro | Cruzeiro-DF                    | 2 – 2     | XV de Piracicaba         | Estádio ADC Parahyba, São José dos Campos |
| 14:00         | Vitor 42' (pen) · Leonardo 86' | Relatório | Euller 29' · Juliano 80' |                                           |

| 11 de janeiro | Primeira Camisa | 1 – 0     | Ceará | Estádio ADC Parahyba, São José dos Campos |
| 16:00         | Matheus 36'     | Relatório |       |                                           |

### Grupo Q (Limeira)
| Time                | Pts | J | V | E | D | GP | GS | SG  |
| ------------------- | --- | - | - | - | - | -- | -- | --- |
| Santos              | 9   | 3 | 3 | 0 | 0 | 12 | 0  | +12 |
| Inter de Limeira    | 6   | 3 | 2 | 0 | 1 | 4  | 4  | 0   |
| Vitória das Tabocas | 3   | 3 | 1 | 0 | 2 | 4  | 5  | -1  |
| ASSU                | 0   | 3 | 0 | 0 | 3 | 2  | 13 | -11 |

| 5 de janeiro | Inter de Limeira                       | 3 – 1     | ASSU     | Estádio Major José Levy Sobrinho, Limeira |
| 17:00        | Michel 72' · Dênis 78' · Carlinhos 88' | Relatório | Gugu 86' |                                           |

| 5 de janeiro | Santos                               | 3 – 0     | Vitória das Tabocas | Estádio Major José Levy Sobrinho, Limeira |
| 19:00        | Jubal 10' · Gustavo Henrique 48' 55' | Relatório |                     |                                           |

| 8 de janeiro | ASSU | 0 – 6     | Santos                                                              | Estádio Major José Levy Sobrinho, Limeira |
| 17:00        |      | Relatório | Neilton 2' 20' · Leandrinho 7' · Jubal 45' 63' · Pedro Castro 90+1' |                                           |

| 8 de janeiro | Inter de Limeira | 1 – 0     | Vitória das Tabocas | Estádio Major José Levy Sobrinho, Limeira |
| 19:00        | Marcos 90+3'     | Relatório |                     |                                           |

| 11 de janeiro | Vitória das Tabocas   | 4 – 1     | ASSU         | Estádio Major José Levy Sobrinho, Limeira |
| 19:00         | Érico 30' 66' 80' 82' | Relatório | Mythiael 65' |                                           |

| 11 de janeiro | Inter de Limeira | 0 – 3     | Santos                                           | Estádio Major José Levy Sobrinho, Limeira |
| 21:00         |                  | Relatório | Leandrinho 29' · Bruno Lamas 51' · Zé Carlos 90' |                                           |

### Grupo R (Porto Feliz)
| Time              | Pts | J | V | E | D | GP | GS | SG |
| ----------------- | --- | - | - | - | - | -- | -- | -- |
| Desportivo Brasil | 7   | 3 | 2 | 1 | 0 | 7  | 2  | +3 |
| Criciúma          | 5   | 3 | 1 | 2 | 0 | 8  | 7  | +1 |
| Atlético Mineiro  | 4   | 3 | 1 | 1 | 1 | 2  | 3  | -1 |
| CRB               | 0   | 3 | 0 | 0 | 3 | 4  | 9  | -5 |

| 4 de janeiro | Desportivo Brasil          | 2 – 2     | Criciúma               | Estádio Ernesto Rocco, Porto Feliz |
| 14:00        | Júnior 34' · Delatorre 71' | Relatório | Baiano 68' · Maike 80' |                                    |

| 4 de janeiro | Atlético Mineiro   | 1 – 0     | CRB | Estádio Ernesto Rocco, Porto Feliz |
| 16:00        | Paulo Henrique 86' | Relatório |     |                                    |

| 7 de janeiro | Criciúma       | 1 – 1     | Atlético Mineiro | Estádio Ernesto Rocco, Porto Feliz |
| 14:00        | Gean Moser 29' | Relatório | Álvaro 41'       |                                    |

| 7 de janeiro | Desportivo Brasil        | 3 – 0     | CRB | Estádio Ernesto Rocco, Porto Feliz |
| 16:00        | Luiz Phelype 34' 42' 76' | Relatório |     |                                    |

| 10 de janeiro | CRB                                                       | 4 – 5     | Criciúma                                                   | Estádio Ernesto Rocco, Porto Feliz |
| 14:00         | Everton Maradona 68' · Álvaro 71' · Jean 73' · Thiago 80' | Relatório | Maike 2' · Eduardo 48' 90+1' · Baiano 77' · Gean Moser 81' |                                    |

| 10 de janeiro | Desportivo Brasil            | 2 – 0     | Atlético Mineiro | Estádio Ernesto Rocco, Porto Feliz |
| 16:00         | Chico 47' · Luiz Phelype 68' | Relatório |                  |                                    |

### Grupo S (Osasco)
| Time          | Pts | J | V | E | D | GP | GS | SG |
| ------------- | --- | - | - | - | - | -- | -- | -- |
| Grêmio        | 6   | 3 | 2 | 0 | 1 | 11 | 3  | +8 |
| Grêmio Osasco | 6   | 3 | 2 | 0 | 1 | 7  | 5  | +2 |
| Oratório      | 4   | 3 | 1 | 1 | 1 | 4  | 7  | -3 |
| Bragantino    | 1   | 3 | 0 | 1 | 2 | 2  | 9  | -7 |

| 4 de janeiro | Grêmio Osasco                                         | 3 – 1     | Bragantino | Estádio José Liberati, Osasco |
| 14:00        | Wesley Araújo 11' · Fosquito 51' · Gustavo 79' (g.c.) | Relatório | Kelvio 89' |                               |

| 4 de janeiro | Grêmio                                                      | 5 – 0     | Oratório | Estádio José Liberati, Osasco |
| 16:00        | Misael Bueno 7' · Santiago 22' 33' · Gustavo 49' · Aldo 66' | Relatório |          |                               |

| 7 de janeiro | Grêmio Osasco | 1 – 3     | Oratório                | Estádio José Liberati, Osasco |
| 09:00        | Danrlei 52'   | Relatório | Clodoaldo 11' 22' 90+3' |                               |

| 7 de janeiro | Bragantino | 0 – 5     | Grêmio                                                          | Estádio José Liberati, Osasco |
| 11:00        |            | Relatório | Calyson 1' · Fabian 34' · Alexandre 64' (pen) · Gustavo 79' 89' |                               |

| 11 de janeiro | Oratório  | 1 – 1     | Bragantino  | Estádio José Liberati, Osasco |
| 14:00         | Raí 45+4' | Relatório | Ricardo 22' |                               |

| 11 de janeiro | Grêmio Osasco         | 3 – 1     | Grêmio             | Estádio José Liberati, Osasco |
| 16:00         | Danrlei 16' 46' 90+2' | Relatório | Éverton Júnior 87' |                               |

### Grupo T (São Paulo)
| Time          | Pts | J | V | E | D | GP | GS | SG |
| ------------- | --- | - | - | - | - | -- | -- | -- |
| Bahia         | 9   | 3 | 3 | 0 | 0 | 12 | 3  | +9 |
| Caxias        | 6   | 3 | 2 | 0 | 1 | 6  | 5  | +1 |
| Guaratinguetá | 3   | 3 | 1 | 0 | 2 | 3  | 9  | -6 |
| Nacional-SP   | 0   | 3 | 0 | 0 | 3 | 3  | 7  | -4 |

| 5 de janeiro | Bahia                                                             | 5 – 1     | Caxias           | Estádio Nicolau Alayon, São Paulo |
| 14:00        | Railan 30' · Ítalo 45+2' 66' · Anderson 60' · Anderson Mattos 71' | Relatório | Marcos Paulo 13' |                                   |

| 5 de janeiro | Nacional-SP  | 1 – 3     | Guaratinguetá                          | Estádio Nicolau Alayon, São Paulo |
| 16:00        | Vandinho 60' | Relatório | Lucas 78' · Juninho 87' · Paulinho 89' |                                   |

| 8 de janeiro | Nacional-SP | 0 – 1     | Caxias     | Estádio Nicolau Alayon, São Paulo |
| 09:00        |             | Relatório | Murilo 65' |                                   |

| 8 de janeiro | Guaratinguetá | 0 – 4     | Bahia                                           | Estádio Nicolau Alayon, São Paulo |
| 11:00        |               | Relatório | Paulo César 34' 68' · Railan 57' · Paulinho 82' |                                   |

| 11 de janeiro | Caxias                                                    | 4 – 0     | Guaratinguetá | Estádio Nicolau Alayon, São Paulo |
| 14:00         | Victor 4' · Murilo 39' · Paulo Henrique 47' · Marcelo 50' | Relatório |               |                                   |

| 11 de janeiro | Nacional-SP               | 2 – 3     | Bahia                                      | Estádio Nicolau Alayon, São Paulo |
| 16:00         | Chicão 44' · Jeferson 82' | Relatório | Ítalo Melo 28' 58' · Paulo César 79' (pen) |                                   |

### Grupo U (Barueri)
| Time           | Pts | J | V | E | D | GP | GS | SG  |
| -------------- | --- | - | - | - | - | -- | -- | --- |
| Grêmio Barueri | 9   | 3 | 3 | 0 | 0 | 9  | 1  | +8  |
| São Paulo      | 4   | 3 | 1 | 1 | 1 | 11 | 2  | +9  |
| Sergipe        | 4   | 3 | 1 | 1 | 1 | 6  | 1  | +5  |
| Palmas         | 0   | 3 | 0 | 0 | 3 | 0  | 22 | -22 |

| 4 de janeiro | Grêmio Barueri | 1 – 0     | Sergipe | Arena Barueri, Barueri |
| 19:00        | Mateus Luz 14' | Relatório |         |                        |

| 4 de janeiro | São Paulo | 10 – 0    | Palmas | Arena Barueri, Barueri |
| 21:00        | Ademilson 4' 57' 64' · Bruno Cantanhede 6' (pen) 84' · Lucas Farias 19' · Guilherme Correia 20' · João Felipe 25' 87' · Hugo Rodrigues 72' | Relatório |        |                        |

| 7 de janeiro | Grêmio Barueri                                                  | 6 – 0     | Palmas | Arena Barueri, Barueri |
| 19:00        | Willian José 2' 53' · Matheus Lima 10' 82' · Luan Silva 68' 76' | Relatório |        |                        |

| 7 de janeiro | Sergipe | 0 – 0     | São Paulo | Arena Barueri, Barueri |
| 21:00        |         | Relatório |           |                        |

| 10 de janeiro | Palmas | 0 – 6     | Sergipe                                                                              | Arena Barueri, Barueri |
| 19:00         |        | Relatório | Serginho 20' 42' · Dodo 45' · Vitor Matos 48' · Jésse Romário 65' · Pedro Felipe 90' |                        |

| 10 de janeiro | Grêmio Barueri                      | 2 – 1     | São Paulo        | Arena Barueri, Barueri |
| 21:00         | Carlos Diogo 40' · Matheus Lima 87' | Relatório | Ricardo Lobo 89' |                        |

### Grupo V (Taboão da Serra)
| Time            | Pts | J | V | E | D | GP | GS | SG  |
| --------------- | --- | - | - | - | - | -- | -- | --- |
| Coritiba        | 9   | 3 | 3 | 0 | 0 | 16 | 2  | +14 |
| São Caetano     | 6   | 3 | 2 | 0 | 1 | 13 | 4  | +9  |
| Taboão da Serra | 3   | 3 | 1 | 0 | 2 | 2  | 12 | -10 |
| CSA             | 0   | 3 | 0 | 0 | 3 | 2  | 15 | -13 |

| 4 de janeiro | Taboão da Serra | 0 – 4     | São Caetano                                    | Estádio Vereador José Ferez, Taboão da Serra |
| 14:00        |                 | Relatório | Nicolas 14' 36' · Robinho 45+1' · Fernando 75' |                                              |

| 4 de janeiro | Coritiba                                                  | 5 – 1     | CSA               | Estádio Vereador José Ferez, Taboão da Serra |
| 16:00        | Wilson 10' · José Rafael 19' 64' · Gustavo 49' · Alex 73' | Relatório | Juninho 36' (pen) |                                              |

| 7 de janeiro | São Caetano | 1 – 4     | Coritiba                                     | Estádio Vereador José Ferez, Taboão da Serra |
| 14:00        | Alan 49'    | Relatório | Alex 16' · José Rafael 35' 45+3' · Ícaro 69' |                                              |

| 7 de janeiro | Taboão da Serra     | 2 – 1     | CSA         | Estádio Vereador José Ferez, Taboão da Serra |
| 16:00        | Léo 32' · Renan 65' | Relatório | Parrudo 50' |                                              |

| 10 de janeiro | CSA | 0 – 8     | São Caetano                                                                 | Estádio Vereador José Ferez, Taboão da Serra |
| 14:00         |     | Relatório | Fernando 2' 15' 19' 35' 82' · Alan Brandão 7' · Anderson 23' · Willians 26' |                                              |

| 10 de janeiro | Taboão da Serra | 0 – 7     | Coritiba                                                                 | Estádio Vereador José Ferez, Taboão da Serra |
| 16:00         |                 | Relatório | Alex 4' 36' 40' · Ícaro 8' · Gustavo 10' · José Rafael 25' · Eberson 81' |                                              |

### Grupo W (São José dos Campos)
| Time         | Pts | J | V | E | D | GP | GS | SG |
| ------------ | --- | - | - | - | - | -- | -- | -- |
| Botafogo     | 9   | 3 | 3 | 0 | 0 | 8  | 2  | +6 |
| São José-SP  | 4   | 3 | 1 | 1 | 1 | 4  | 5  | -1 |
| Americano-MA | 4   | 3 | 1 | 1 | 1 | 2  | 3  | -1 |
| Vila Nova    | 0   | 3 | 0 | 0 | 3 | 2  | 6  | -4 |

| 4 de janeiro | São José-SP                       | 2 – 1     | Vila Nova   | Estádio Martins Pereira, São José dos Campos |
| 17:00        | Thales 53' · Bruno Carvalho 90+1' | Relatório | Lucas 90+3' |                                              |

| 4 de janeiro | Botafogo                   | 3 – 0     | Americano-MA | Estádio Martins Pereira, São José dos Campos |
| 19:00        | Wellington 51' · Sassá 70' | Relatório |              |                                              |

| 7 de janeiro | São José-SP | 0 – 0     | Americano-MA | Estádio Martins Pereira, São José dos Campos |
| 17:00        |             | Relatório |              |                                              |

| 7 de janeiro | Vila Nova | 0 – 2     | Botafogo                 | Estádio Martins Pereira, São José dos Campos |
| 19:00        |           | Relatório | Gilberto 58' · Dória 68' |                                              |

| 10 de janeiro | Americano-MA                  | 2 – 1     | Vila Nova | Estádio Martins Pereira, São José dos Campos |
| 17:00         | Roberto Baggio 23' · Cauã 85' | Relatório | Breno 3'  |                                              |

| 10 de janeiro | São José-SP            | 2 – 4     | Botafogo                                    | Estádio Martins Pereira, São José dos Campos |
| 19:00         | São Bento 3' · Alan 6' | Relatório | Sassá 19' 40' · Wellington 59' · Otávio 63' |                                              |

### Grupo X (Guarulhos)
| Time        | Pts | J | V | E | D | GP | GS | SG |
| ----------- | --- | - | - | - | - | -- | -- | -- |
| Figueirense | 7   | 3 | 2 | 1 | 0 | 5  | 3  | +1 |
| Flamengo-SP | 4   | 3 | 1 | 1 | 1 | 5  | 5  | 0  |
| Ponte Preta | 3   | 3 | 1 | 0 | 2 | 5  | 6  | -1 |
| Nacional-AM | 3   | 3 | 1 | 0 | 2 | 4  | 5  | -1 |

| 4 de janeiro | Flamengo-SP            | 2 – 1     | Ponte Preta   | Estádio Antônio Soares de Oliveira, Guarulhos |
| 14:00        | Ademar 3' · Michel 87' | Relatório | Baianinho 24' |                                               |

| 4 de janeiro | Figueirense | 1 – 0     | Nacional-AM | Estádio Antônio Soares de Oliveira, Guarulhos |
| 16:00        | Américo 70' | Relatório |             |                                               |

| 8 de janeiro | Flamengo-SP            | 2 – 3     | Nacional-AM                 | Estádio Antônio Soares de Oliveira, Guarulhos |
| 14:00        | Igor 17' · Matheus 23' | Relatório | Breno 21' 37' · Michael 31' |                                               |

| 8 de janeiro | Ponte Preta               | 2 – 3     | Figueirense                           | Estádio Antônio Soares de Oliveira, Guarulhos |
| 16:00        | Wilker 29' · Rosiclei 76' | Relatório | Américo 51' · Rafael 60' · Felipe 81' |                                               |

| 11 de janeiro | Nacional-AM | 1 – 2     | Ponte Preta            | Estádio Antônio Soares de Oliveira, Guarulhos |
| 14:00         | Michael 81' | Relatório | Rossi 70' · Wilker 81' |                                               |

| 11 de janeiro | Flamengo-SP | 1 – 1     | Figueirense | Estádio Antônio Soares de Oliveira, Guarulhos |
| 16:00         | Hyoran 61'  | Relatório | Jean 12'    |                                               |

### Índice técnico
| Pos. | Time             | Gr. | Pts | J | V | E | D | GP | GS | SG | Expulso | Penalizado com cartão amarelo |
| ---- | ---------------- | --- | --- | - | - | - | - | -- | -- | -- | ------- | ----------------------------- |
| 1    | Guarani          | N   | 7   | 3 | 2 | 1 | 0 | 6  | 2  | +4 |         |                               |
| 2    | São Caetano      | V   | 6   | 3 | 2 | 0 | 1 | 13 | 4  | +9 |         |                               |
| 3    | Juventus-SP      | M   | 6   | 3 | 2 | 0 | 1 | 12 | 4  | +8 |         |                               |
| 4    | Fluminense       | C   | 6   | 3 | 2 | 0 | 1 | 9  | 4  | +5 | 0       |                               |
| 5    | Internacional    | G   | 6   | 3 | 2 | 0 | 1 | 9  | 4  | +5 | 2       |                               |
| 6    | Mirassol         | A   | 6   | 3 | 2 | 0 | 1 | 10 | 6  | +4 |         |                               |
| 7    | Vitória          | J   | 6   | 3 | 2 | 0 | 1 | 6  | 2  | +4 |         |                               |
| 8    | Rondonópolis     | E   | 6   | 3 | 2 | 0 | 1 | 10 | 7  | +3 |         |                               |
| 9    | Botafogo-SP      | F   | 6   | 3 | 2 | 0 | 1 | 9  | 6  | +3 |         |                               |
| 10   | Grêmio Osasco    | S   | 6   | 3 | 2 | 0 | 1 | 7  | 5  | +2 |         |                               |
| 11   | Caxias           | T   | 6   | 3 | 2 | 0 | 1 | 6  | 5  | +1 |         |                               |
| 12   | Vasco da Gama    | O   | 6   | 3 | 2 | 0 | 1 | 6  | 5  | +1 |         |                               |
| 13   | Sport            | D   | 6   | 3 | 2 | 0 | 1 | 4  | 3  | +1 |         |                               |
| 14   | Inter de Limeira | Q   | 6   | 3 | 2 | 0 | 1 | 4  | 4  | 0  |         |                               |
| 15   | Linense          | B   | 5   | 3 | 1 | 2 | 0 | 10 | 6  | +4 |         |                               |
| 16   | Audax            | K   | 5   | 3 | 1 | 2 | 0 | 7  | 3  | +4 |         |                               |
| 17   | Cruzeiro-DF      | P   | 5   | 3 | 1 | 2 | 0 | 7  | 5  | +2 |         |                               |
| 18   | Criciúma         | R   | 5   | 3 | 1 | 2 | 0 | 7  | 6  | +1 |         |                               |
| 19   | União São João   | I   | 5   | 3 | 1 | 2 | 0 | 4  | 3  | +1 |         |                               |
| 20   | São Paulo        | U   | 4   | 3 | 1 | 1 | 1 | 11 | 2  | +9 |         |                               |
| 21   | Flamengo-SP      | X   | 4   | 3 | 1 | 1 | 1 | 5  | 5  | 0  |         |                               |
| 22   | Noroeste         | L   | 4   | 3 | 1 | 1 | 1 | 5  | 4  | +1 |         |                               |
| 23   | São José-SP      | W   | 4   | 3 | 1 | 1 | 1 | 4  | 5  | -1 |         |                               |
| 24   | Fortaleza        | H   | 4   | 3 | 1 | 1 | 1 | 4  | 5  | -1 |         |                               |

## Fase final

### Tabela
As letras indicam os primeiros colocados dos grupos e os números indicam os classificados pelo índice técnico.
|  | Segunda fase | Segunda fase        | Segunda fase      |       |                   | Oitavas de final    | Oitavas de final | Oitavas de final |  |   | Quartas de final    | Quartas de final | Quartas de final |  |   | Semifinal           | Semifinal | Semifinal |  |   | Final       | Final      | Final |
|  |              |                     |                   |       |                   |                     |                  |                  |  |   |                     |                  |                  |  |   |                     |           |           |  |   |             |            |       |
|  | A            | Cruzeiro            | 0 (5)             |       |                   |                     |                  |                  |  |   |                     |                  |                  |  |   |                     |           |           |  |   |             |            |       |
|  | B            | Atlético Paranaense | 0 (6)             |       |                   |                     |                  |                  |  |   |                     |                  |                  |  |   |                     |           |           |  |   |             |            |       |
|  | B            | Atlético Paranaense | 0 (6)             |       | B                 | Atlético Paranaense | 3                |                  |  |   |                     |                  |                  |  |   |                     |           |           |  |   |             |            |       |
|  |              |                     |                   |       | B                 | Atlético Paranaense | 3                |                  |  |   |                     |                  |                  |  |   |                     |           |           |  |   |             |            |       |
|  |              | C                   | Olé Brasil        | 0     |                   |                     |                  |                  |  |   |                     |                  |                  |  |   |                     |           |           |  |   |             |            |       |
|  | C            | C                   | Olé Brasil        | 0     | Olé Brasil        | 2                   |                  |                  |  |   |                     |                  |                  |  |   |                     |           |           |  |   |             |            |       |
|  | C            |                     |                   |       | Olé Brasil        | 2                   |                  |                  |  |   |                     |                  |                  |  |   |                     |           |           |  |   |             |            |       |
|  | D            | Uberlândia          | 1                 |       |                   |                     |                  |                  |  |   |                     |                  |                  |  |   |                     |           |           |  |   |             |            |       |
|  | D            | Uberlândia          | 1                 |       |                   |                     |                  |                  |  | B | Atlético Paranaense | 4                |                  |  |   |                     |           |           |  |   |             |            |       |
|  |              |                     |                   |       |                   |                     |                  |                  |  | B | Atlético Paranaense | 4                |                  |  |   |                     |           |           |  |   |             |            |       |
|  |              | E                   | Palmeiras         | 3     |                   |                     |                  |                  |  |   |                     |                  |                  |  |   |                     |           |           |  |   |             |            |       |
|  | E            | E                   | Palmeiras         | 3     | Palmeiras         | 2                   |                  |                  |  |   |                     |                  |                  |  |   |                     |           |           |  |   |             |            |       |
|  | E            |                     |                   |       | Palmeiras         | 2                   |                  |                  |  |   |                     |                  |                  |  |   |                     |           |           |  |   |             |            |       |
|  | F            | Monte Azul          | 0                 |       |                   |                     |                  |                  |  |   |                     |                  |                  |  |   |                     |           |           |  |   |             |            |       |
|  | F            | Monte Azul          | 0                 |       | E                 | Palmeiras           | 3                |                  |  |   |                     |                  |                  |  |   |                     |           |           |  |   |             |            |       |
|  |              |                     |                   |       | E                 | Palmeiras           | 3                |                  |  |   |                     |                  |                  |  |   |                     |           |           |  |   |             |            |       |
|  |              | H                   | Paulista          | 2     |                   |                     |                  |                  |  |   |                     |                  |                  |  |   |                     |           |           |  |   |             |            |       |
|  | G            | H                   | Paulista          | 2     | Santo André       | 1                   |                  |                  |  |   |                     |                  |                  |  |   |                     |           |           |  |   |             |            |       |
|  | G            |                     |                   |       | Santo André       | 1                   |                  |                  |  |   |                     |                  |                  |  |   |                     |           |           |  |   |             |            |       |
|  | H            | Paulista            | 4                 |       |                   |                     |                  |                  |  |   |                     |                  |                  |  |   |                     |           |           |  |   |             |            |       |
|  | H            | Paulista            | 4                 |       |                   |                     |                  |                  |  |   |                     |                  |                  |  | B | Atlético Paranaense | 0         |           |  |   |             |            |       |
|  |              |                     |                   |       |                   |                     |                  |                  |  |   |                     |                  |                  |  | B | Atlético Paranaense | 0         |           |  |   |             |            |       |
|  |              | M                   | Corinthians       | 6     |                   |                     |                  |                  |  |   |                     |                  |                  |  |   |                     |           |           |  |   |             |            |       |
|  | I            | M                   | Corinthians       | 6     | São Carlos        | 0                   |                  |                  |  |   |                     |                  |                  |  |   |                     |           |           |  |   |             |            |       |
|  | I            |                     |                   |       | São Carlos        | 0                   |                  |                  |  |   |                     |                  |                  |  |   |                     |           |           |  |   |             |            |       |
|  | J            | Red Bull Brasil     | 4                 |       |                   |                     |                  |                  |  |   |                     |                  |                  |  |   |                     |           |           |  |   |             |            |       |
|  | J            | Red Bull Brasil     | 4                 |       | J                 | Red Bull Brasil     | 1                |                  |  |   |                     |                  |                  |  |   |                     |           |           |  |   |             |            |       |
|  |              |                     |                   |       | J                 | Red Bull Brasil     | 1                |                  |  |   |                     |                  |                  |  |   |                     |           |           |  |   |             |            |       |
|  |              | K                   | América Mineiro   | 3     |                   |                     |                  |                  |  |   |                     |                  |                  |  |   |                     |           |           |  |   |             |            |       |
|  | K            | K                   | América Mineiro   | 3     | América Mineiro   | 2                   |                  |                  |  |   |                     |                  |                  |  |   |                     |           |           |  |   |             |            |       |
|  | K            |                     |                   |       | América Mineiro   | 2                   |                  |                  |  |   |                     |                  |                  |  |   |                     |           |           |  |   |             |            |       |
|  | L            | São Bernardo        | 1                 |       |                   |                     |                  |                  |  |   |                     |                  |                  |  |   |                     |           |           |  |   |             |            |       |
|  | L            | São Bernardo        | 1                 |       |                   |                     |                  |                  |  | K | América Mineiro     | 0                |                  |  |   |                     |           |           |  |   |             |            |       |
|  |              |                     |                   |       |                   |                     |                  |                  |  | K | América Mineiro     | 0                |                  |  |   |                     |           |           |  |   |             |            |       |
|  |              | M                   | Corinthians       | 2     |                   |                     |                  |                  |  |   |                     |                  |                  |  |   |                     |           |           |  |   |             |            |       |
|  | M            | M                   | Corinthians       | 2     | Corinthians       | 1                   |                  |                  |  |   |                     |                  |                  |  |   |                     |           |           |  |   |             |            |       |
|  | M            |                     |                   |       | Corinthians       | 1                   |                  |                  |  |   |                     |                  |                  |  |   |                     |           |           |  |   |             |            |       |
|  | N            | Goiás               | 0                 |       |                   |                     |                  |                  |  |   |                     |                  |                  |  |   |                     |           |           |  |   |             |            |       |
|  | N            | Goiás               | 0                 |       | M                 | Corinthians         | 5                |                  |  |   |                     |                  |                  |  |   |                     |           |           |  |   |             |            |       |
|  |              |                     |                   |       | M                 | Corinthians         | 5                |                  |  |   |                     |                  |                  |  |   |                     |           |           |  |   |             |            |       |
|  |              | P                   | Primeira Camisa   | 1     |                   |                     |                  |                  |  |   |                     |                  |                  |  |   |                     |           |           |  |   |             |            |       |
|  | O            | P                   | Primeira Camisa   | 1     | Taubaté           | 0                   |                  |                  |  |   |                     |                  |                  |  |   |                     |           |           |  |   |             |            |       |
|  | O            |                     |                   |       | Taubaté           | 0                   |                  |                  |  |   |                     |                  |                  |  |   |                     |           |           |  |   |             |            |       |
|  | P            | Primeira Camisa     | 2                 |       |                   |                     |                  |                  |  |   |                     |                  |                  |  |   |                     |           |           |  |   |             |            |       |
|  | P            | Primeira Camisa     | 2                 |       |                   |                     |                  |                  |  |   |                     |                  |                  |  |   |                     |           |           |  | M | Corinthians | 2          |       |
|  |              |                     |                   |       |                   |                     |                  |                  |  |   |                     |                  |                  |  |   |                     |           |           |  | M | Corinthians | 2          |       |
|  |              |                     |                   |       |                   |                     |                  |                  |  |   |                     |                  |                  |  |   |                     |           |           |  |   | 4           | Fluminense | 1     |
|  | Q            | Santos              | 4                 |       |                   |                     |                  |                  |  |   |                     |                  |                  |  |   |                     |           |           |  |   | 4           | Fluminense | 1     |
|  | Q            | Santos              | 4                 |       |                   |                     |                  |                  |  |   |                     |                  |                  |  |   |                     |           |           |  |   |             |            |       |
|  | 1            | Guarani             | 0                 |       |                   |                     |                  |                  |  |   |                     |                  |                  |  |   |                     |           |           |  |   |             |            |       |
|  | 1            | Guarani             | 0                 |       | Q                 | Santos              | 1                |                  |  |   |                     |                  |                  |  |   |                     |           |           |  |   |             |            |       |
|  |              |                     |                   |       | Q                 | Santos              | 1                |                  |  |   |                     |                  |                  |  |   |                     |           |           |  |   |             |            |       |
|  |              | R                   | Desportivo Brasil | 2     |                   |                     |                  |                  |  |   |                     |                  |                  |  |   |                     |           |           |  |   |             |            |       |
|  | R            | R                   | Desportivo Brasil | 2     | Desportivo Brasil | 2 (3)               |                  |                  |  |   |                     |                  |                  |  |   |                     |           |           |  |   |             |            |       |
|  | R            |                     |                   |       | Desportivo Brasil | 2 (3)               |                  |                  |  |   |                     |                  |                  |  |   |                     |           |           |  |   |             |            |       |
|  | 2            | São Caetano         | 2 (2)             |       |                   |                     |                  |                  |  |   |                     |                  |                  |  |   |                     |           |           |  |   |             |            |       |
|  | 2            | São Caetano         | 2 (2)             |       |                   |                     |                  |                  |  | R | Desportivo Brasil   | 2                |                  |  |   |                     |           |           |  |   |             |            |       |
|  |              |                     |                   |       |                   |                     |                  |                  |  | R | Desportivo Brasil   | 2                |                  |  |   |                     |           |           |  |   |             |            |       |
|  |              | 4                   | Fluminense        | 4     |                   |                     |                  |                  |  |   |                     |                  |                  |  |   |                     |           |           |  |   |             |            |       |
|  | S            | 4                   | Fluminense        | 4     | Grêmio            | 2                   |                  |                  |  |   |                     |                  |                  |  |   |                     |           |           |  |   |             |            |       |
|  | S            |                     |                   |       | Grêmio            | 2                   |                  |                  |  |   |                     |                  |                  |  |   |                     |           |           |  |   |             |            |       |
|  | 3            | Juventus-SP         | 0                 |       |                   |                     |                  |                  |  |   |                     |                  |                  |  |   |                     |           |           |  |   |             |            |       |
|  | 3            | Juventus-SP         | 0                 |       | S                 | Grêmio              | 1                |                  |  |   |                     |                  |                  |  |   |                     |           |           |  |   |             |            |       |
|  |              |                     |                   |       | S                 | Grêmio              | 1                |                  |  |   |                     |                  |                  |  |   |                     |           |           |  |   |             |            |       |
|  |              | 4                   | Fluminense        | 4     |                   |                     |                  |                  |  |   |                     |                  |                  |  |   |                     |           |           |  |   |             |            |       |
|  | T            | 4                   | Fluminense        | 4     | Bahia             | 0                   |                  |                  |  |   |                     |                  |                  |  |   |                     |           |           |  |   |             |            |       |
|  | T            |                     |                   |       | Bahia             | 0                   |                  |                  |  |   |                     |                  |                  |  |   |                     |           |           |  |   |             |            |       |
|  | 4            | Fluminense          | 1                 |       |                   |                     |                  |                  |  |   |                     |                  |                  |  |   |                     |           |           |  |   |             |            |       |
|  | 4            | Fluminense          | 1                 |       |                   |                     |                  |                  |  |   |                     |                  |                  |  | 4 | Fluminense          | 4         |           |  |   |             |            |       |
|  |              |                     |                   |       |                   |                     |                  |                  |  |   |                     |                  |                  |  | 4 | Fluminense          | 4         |           |  |   |             |            |       |
|  |              | V                   | Coritiba          | 0     |                   |                     |                  |                  |  |   |                     |                  |                  |  |   |                     |           |           |  |   |             |            |       |
|  | U            | V                   | Coritiba          | 0     | Grêmio Barueri    | 0                   |                  |                  |  |   |                     |                  |                  |  |   |                     |           |           |  |   |             |            |       |
|  | U            |                     |                   |       | Grêmio Barueri    | 0                   |                  |                  |  |   |                     |                  |                  |  |   |                     |           |           |  |   |             |            |       |
|  | 5            | Internacional       | 3                 |       |                   |                     |                  |                  |  |   |                     |                  |                  |  |   |                     |           |           |  |   |             |            |       |
|  | 5            | Internacional       | 3                 |       | 5                 | Internacional       | 1 (2)            |                  |  |   |                     |                  |                  |  |   |                     |           |           |  |   |             |            |       |
|  |              |                     |                   |       | 5                 | Internacional       | 1 (2)            |                  |  |   |                     |                  |                  |  |   |                     |           |           |  |   |             |            |       |
|  |              | V                   | Coritiba          | 1 (4) |                   |                     |                  |                  |  |   |                     |                  |                  |  |   |                     |           |           |  |   |             |            |       |
|  | V            | V                   | Coritiba          | 1 (4) | Coritiba          | 4                   |                  |                  |  |   |                     |                  |                  |  |   |                     |           |           |  |   |             |            |       |
|  | V            |                     |                   |       | Coritiba          | 4                   |                  |                  |  |   |                     |                  |                  |  |   |                     |           |           |  |   |             |            |       |
|  | 6            | Mirassol            | 2                 |       |                   |                     |                  |                  |  |   |                     |                  |                  |  |   |                     |           |           |  |   |             |            |       |
|  | 6            | Mirassol            | 2                 |       |                   |                     |                  |                  |  | V | Coritiba            | 2                |                  |  |   |                     |           |           |  |   |             |            |       |
|  |              |                     |                   |       |                   |                     |                  |                  |  | V | Coritiba            | 2                |                  |  |   |                     |           |           |  |   |             |            |       |
|  |              | 7                   | Vitória           | 0     |                   |                     |                  |                  |  |   |                     |                  |                  |  |   |                     |           |           |  |   |             |            |       |
|  | W            | 7                   | Vitória           | 0     | Botafogo          | 2 (1)               |                  |                  |  |   |                     |                  |                  |  |   |                     |           |           |  |   |             |            |       |
|  | W            |                     |                   |       | Botafogo          | 2 (1)               |                  |                  |  |   |                     |                  |                  |  |   |                     |           |           |  |   |             |            |       |
|  | 7            | Vitória             | 2 (3)             |       |                   |                     |                  |                  |  |   |                     |                  |                  |  |   |                     |           |           |  |   |             |            |       |
|  | 7            | Vitória             | 2 (3)             |       | 7                 | Vitória             | 6                |                  |  |   |                     |                  |                  |  |   |                     |           |           |  |   |             |            |       |
|  |              |                     |                   |       | 7                 | Vitória             | 6                |                  |  |   |                     |                  |                  |  |   |                     |           |           |  |   |             |            |       |
|  |              | 8                   | Rondonópolis      | 0     |                   |                     |                  |                  |  |   |                     |                  |                  |  |   |                     |           |           |  |   |             |            |       |
|  | X            | 8                   | Rondonópolis      | 0     | Figueirense       | 4                   |                  |                  |  |   |                     |                  |                  |  |   |                     |           |           |  |   |             |            |       |
|  | X            |                     |                   |       | Figueirense       | 4                   |                  |                  |  |   |                     |                  |                  |  |   |                     |           |           |  |   |             |            |       |
|  | 8            | Rondonópolis        | 6                 |       |                   |                     |                  |                  |  |   |                     |                  |                  |  |   |                     |           |           |  |   |             |            |       |

### Segunda fase
| 14 de janeiro | América Mineiro               | 2 – 1     | São Bernardo | Estádio Humberto A. C. Branco (Baetão), São Bernardo do Campo |
| 10:00         | Renato 33' · Júnior Lemos 35' | Relatório | Henrique 46' |                                                               |

| 14 de janeiro | Santo André | 1 – 4     | Paulista                                        | Estádio Bruno Lazzarini, Leme |
| 16:00         | Rodrigo 48' | Relatório | Tafarel 8' 56' · Rodrigo 38' · Rafael 77' (pen) |                               |

| 14 de janeiro | Corinthians     | 1 – 0     | Goiás | Estádio Alfredo Chiavegato, Jaguariúna |
| 16:00         | Matheuzinho 76' | Relatório |       |                                        |

| 14 de janeiro | Taubaté | 0 – 2     | Primeira Camisa        | Estádio Joaquim de Morais Filho, Taubaté |
| 16:00         |         | Relatório | Fabrício 17' · Ray 62' |                                          |

| 14 de janeiro | Olé Brasil               | 2 – 1     | Uberlândia | Estádio Dr. Osvaldo Scatena, Batatais |
| 17:00         | Willian 63' · Sidney 76' | Relatório | Diony 64'  |                                       |

| 14 de janeiro | São Carlos | 0 – 4     | Red Bull Brasil                                                  | Estádio Luiz Augusto de Oliveira, São Carlos |
| 17:00         |            | Relatório | Breno 13' · Gabriel 51' · Lucas Chinaqui 54' · Lucas Venutto 62' |                                              |

| 14 de janeiro | Palmeiras                               | 2 – 0     | Monte Azul | Arena da Fonte Luminosa, Araraquara |
| 19:00         | Bruno Dybal 31' · Guilherme Almeida 56' | Relatório |            |                                     |

| 14 de janeiro | Cruzeiro | 0 – 0     | Atlético Paranaense | Estádio Benedito Teixeira, São José do Rio Preto |
| 21:30         |          | Relatório |                     |                                                  |

|                                                                    |       | Penalidades                                                         |  |
| Cristian Lucas Silva João Paulo Alex Antônio Carlos Alisson Eurico | 5 – 6 | Matheus Rossetto Felipe Coltro Otávio Jean Hernani Maicon Taiberson |  |

| 15 de janeiro | Bahia | 0 – 1     | Fluminense  | Estádio Nicolau Alayon, São Paulo |
| 10:00         |       | Relatório | Michael 64' |                                   |

| 15 de janeiro | Grêmio Barueri | 0 – 3     | Internacional                                        | Arena Barueri, Barueri |
| 10:00         |                | Relatório | Ebert 44' · Cláudio Winck 45+1' · Thiago Santana 85' |                        |

| 15 de janeiro | Grêmio                | 2 – 0     | Juventus-SP | Estádio José Liberati, Osasco |
| 14:30         | Rafael 15' · Ruan 69' | Relatório |             |                               |

| 15 de janeiro | Desportivo Brasil    | 2 – 2     | São Caetano            | Estádio Ernesto Rocco, Porto Feliz |
| 16:00         | Chico 36' · José 39' | Relatório | Nicolas 30' · Alan 89' |                                    |

|  |       | Penalidades |
|  | 3 – 2 |             |

| 15 de janeiro | Coritiba                                       | 4 – 2     | Mirassol              | Estádio José Silveira Nunes, Louveira |
| 16:00         | Alex 22' 34' · Thiago Primão 36' · Gustavo 64' | Relatório | Jean 2' · Patrick 61' |                                       |

| 15 de janeiro | Figueirense                    | 4 – 6     | Rondonópolis                             | Estádio Antônio Soares de Oliveira, Guarulhos |
| 16:00         | Robert 9' 47' 59' · Wilker 34' | Relatório | Kaike 14' 51' · Valdívia 25' 35' 73' 82' |                                               |

| 15 de janeiro | Santos                                                        | 4 – 0     | Guarani | Estádio Major José Levy Sobrinho, Limeira |
| 17:00         | Victor Andrade 44' 50' · Pedro Castro 70' · Diego Cardoso 86' | Relatório |         |                                           |

| 15 de janeiro | Botafogo        | 2 – 2     | Vitória                    | Estádio Martins Pereira, São José dos Campos |
| 19:30         | Dória 21' 90+3' | Relatório | Givanildo 51' · Willie 62' |                                              |

|  |       | Penalidades |
|  | 1 – 3 |             |

### Oitavas de final
| 17 de janeiro | Corinthians                                    | 5 – 1     | Primeira Camisa | Estádio Alfredo Chiavegato, Jaguariúna |
| 16:00         | Gomes 26' · Leonardo 28' 62' · Douglas 37' 69' | Relatório | Fabrício 71'    | Árbitro: Fabio de Jesus Volpato Mendes |

| 17 de janeiro | Red Bull Brasil | 1 – 3     | América Mineiro                  | Estádio Luiz Augusto de Oliveira, São Carlos |
| 17:00         | Duda 85'        | Relatório | Marquinhos 32' · Jardiel 48' 62' | Árbitro: Magno de Sousa Lima Neto            |

| 17 de janeiro | Atlético Paranaense                                     | 3 – 0     | Olé Brasil | Estádio Benedito Teixeira, São José do Rio Preto |
| 18:30         | Matheus Rossetto 24' (pen) · Taiberson 70' · Junior 72' | Relatório |            | Árbitro: Camilo Morais Zarpelão                  |

| 17 de janeiro | Palmeiras                                                 | 3 – 2     | Paulista                      | Arena da Fonte Luminosa, Araraquara |
| 21:00         | Bruno Dybal 28' · Guilherme Almeida 49' · João Denoni 79' | Relatório | Tafarel 05' · Jefferson 68' · | Árbitro: Rodrigo Braghetto          |

| 18 de janeiro | Vitória                                                    | 6 – 0     | Rondonópolis | Estádio Martins Pereira, São José dos Campos |
| 10:00         | Agdon 21' 26' · Givanildo 28' 57' · Dênis 82' · Willie 84' | Relatório |              | Árbitro: Luciano Monteiro dos Santos         |

| 18 de janeiro | Grêmio               | 1 – 4     | Fluminense                                            | Estádio Nicolau Alayon, São Paulo |
| 16:00         | Léo Lelis 18' (g.c.) | Relatório | Marcos Júnior 2' · Maicon 50' · Higor 52' · Ronan 61' | Árbitro: Márcio Roberto Soares    |

| 18 de janeiro | Internacional | 1 – 1     | Coritiba         | Arena Barueri, Barueri             |
| 18:30         | PV 90+2'      | Relatório | Denner 67' (pen) | Árbitro: Giuliano Dutra Pellegrini |

|                                |       | Penalidades                                               |  |
| Cláudio Winck Rafinha PV Frede | 2 – 4 | Ícaro William Rodrigues Felipe Ramon Denner Thiago Primão |  |

| 18 de janeiro | Santos                     | 1 – 2     | Desportivo Brasil | Estádio Luiz Augusto de Oliveira, São Carlos |
| 21:00         | Gustavo Henrique 82' (pen) | Relatório | Chico 55' 69'     | Árbitro: Guilherme Ceretta de Lima           |

### Quartas de final
| 19 de janeiro | América Mineiro | 0 – 2     | Corinthians                    | Estádio Alfredo Chiavegato, Jaguariúna |
| 16:00         |                 | Relatório | Matheuzinho 4' · Leandro 78' · | Árbitro: Thiago Duarte Peixoto         |

| 19 de janeiro | Atlético Paranaense                                                                  | 4 – 3     | Palmeiras                                               | Arena da Fonte Luminosa, Araraquara       |
| 21:00         | Matheus Rossetto 18' (pen) · Gabriel 56' (g.c.) · Taiberson 61' · Gabriel Vieira 87' | Relatório | Diego Souza 21' · Lucas Taylor 81' · Luiz Gustavo 90+1' | Árbitro: Antonio Rogério Batista do Prado |

| 20 de janeiro | Coritiba                 | 2 – 0     | Vitória | Estádio Nicolau Alayon, São Paulo |
| 16:00         | Gustavo 54' · Denner 85' | Relatório |         | Árbitro: Marcelo Prieto Alfieri   |

| 20 de janeiro | Desportivo Brasil            | 2 – 4     | Fluminense                                           | Estádio Luiz Augusto de Oliveira, São Carlos |
| 20:00         | Chico 73' · Luiz Phelype 85' | Relatório | José Júnior 38' (g.c) · Fernando 57' 84' · Higor 72' | Árbitro: Renato Aparecido Fazanaro Canadinho |

### Semifinal
| 21 de janeiro | Atlético Paranaense | 0 – 6     | Corinthians                                             | Estádio Alfredo Chiavegato, Jaguariúna |
| 16:00         |                     | Relatório | Geovanni 3' 58' · Douglas 10' 30' 43' · Matheuzinho 21' | Árbitro: Leonardo Ferreira Lima        |

| 22 de janeiro | Fluminense                                             | 4 – 0     | Coritiba | Estádio Luiz Augusto de Oliveira, São Carlos |
| 10:00         | Marcos Júnior 23' 26' · Rafael Assis 76' · Rafinha 80' | Relatório |          | Árbitro: Vinicius Furlan                     |

### Final
| 25 de janeiro | Corinthians            | 2 – 1     | Fluminense  | Pacaembu, São Paulo                              |
| 10:00         | Antonio Carlos 69' 89' | Relatório | Michael 49' | Público: 37 659 Árbitro: Luiz Flávio de Oliveira |

## Premiação
| Copa São Paulo de Futebol Júnior de 2012 |
| São Paulo                                |
| ---------------------------------------- |
| CORINTHIANS Campeão (8º título)          |

## Artilharia
| 8 gols (1) - Valdivia (Rondonópolis) 7 gols (1) - Alex (Coritiba) 6 gols (2) - Douglas (Corinthians) - Francisco Clavero (Desportivo Brasil) | 5 gols (10) - Danrley (Grêmio Osasco) - Diego (Palmeiras) - Fernando (São Caetano) - José Rafael (Coritiba) - Kaique (Rondonópolis) | 5 gols (10) (continuação) - Leandro (Corinthians) - Luiz Phellype (Desportivo Brasil) - Michael (Fluminense) - Matheuzinho (Corinthians) - Taiberson (Atlético Paranaense) |  |